# Al-Azhar Universitet
Al-Azhar Universitet er et universitet i Cairo i Egypten. Det betegnes som den muslimske verdens vigtigste kulturinstitution. Det omtales også til tider som verdens ældste eksisterende universitet. Det blev dog oprindelig omkring 970 bygget som en moské og madrasa, der hurtigt blev et kendt centrum for islamisk lærdom. Først i 1961 fik det selvstændig status som et universitet i vestlig forstand. Udtalelser fra al-Azhar har stor indflydelse blandt sunni-muslimer i mange lande.
Universitetets alumner omtales som Azharier.

## Historie
Universitetet blev grundlagt som en moské af det shiitiske fatimide-dynasti, da fatimiderne i 969 efter erobringen af Egypten gjorde Cairo til hovedstad i deres rige. Fatimiderne udsendte mange missionærer til andre lande som led i en aktiv ideologisk politik, og disse udsendinge blev uddannet ved al-Azhar. Da Egypten i 1200-tallet igen var blevet sunnitisk, underviste man på al-Azhar efter alle de fire vigtige sunnitiske retsskoler, og at være Azhari blev en æresbetegnelse, der vidnede om, at man havde modtaget en grundig uddannelse i de islamiske religiøse discipliner.
Under den franske invasion af Egypten 1798-1801 var universitetet sæde for en oprørsbevægelse mod franskmændene. Den stigende kontakt med Europa førte til en modernisering af Egypten i løbet af 1800-tallet, og fra slutningen af århundredet gennemgik universitetet en række reformer for at blive mere tidssvarende. Den største reform indtrådte dog i 1961 under præsident Nasser. Universitetet fik en særlig campus for kvinder og indførte en række nye fag som polyteknik, medicin og landbrug. Samtidig blev universitetet økonomisk og politisk afhængig af den sekulære egyptiske stat, og de senere egyptiske præsidenter Sadat og Mubarak har brugt al-Azhar som en allieret i deres kamp imod egyptiske islamister. Al-Azhar omtaler gerne islam som moderationens religion og "midtervejen".